# Ламонт (Флорида)
Ламонт (англ. Lamont) — переписна місцевість (CDP) в США, в окрузі Джефферсон штату Флорида. Населення — 170 осіб (2020).

## Географія
Ламонт розташований за координатами 30°22′47″ пн. ш. 83°48′48″ зх. д. / 30.37972° пн. ш. 83.81333° зх. д. (30.379674, -83.813377).  За даними Бюро перепису населення США в 2010 році переписна місцевість мала площу 6,08 км², уся площа — суходіл.

## Демографія
Згідно з переписом 2010 року, у переписній місцевості мешкало 178 осіб у 72 домогосподарствах у складі 52 родин. Густота населення становила 29 осіб/км².  Було 87 помешкань (14/км²).
Расовий склад населення:
| - 58,4 % — чорних або афроамериканців - 37,6 % — білих - 1,7 % — азіатів |

До двох чи більше рас належало 2,2 %. Частка іспаномовних становила 1,7 % від усіх жителів.
За віковим діапазоном населення розподілялося таким чином: 19,7 % — особи молодші 18 років, 66,8 % — особи у віці 18—64 років, 13,5 % — особи у віці 65 років та старші. Медіана віку мешканця становила 47,0 року. На 100 осіб жіночої статі у переписній місцевості припадало 85,4 чоловіків;  на 100 жінок у віці від 18 років та старших — 74,4 чоловіків також старших 18 років.
Цивільне працевлаштоване населення становило 95 осіб. Основні галузі зайнятості: освіта, охорона здоров'я та соціальна допомога — 46,3 %, будівництво — 34,7 %, виробництво — 10,5 %, транспорт — 8,4 %.